# Entente cordiale (film, 1912)
Pour les articles homonymes, voir Entente cordiale (homonymie).
Pour plus de détails, voir Fiche technique et Distribution.
Entente cordiale, aussi connu sous le titre Max et l'entente cordiale, est un court métrage du cinéma muet français réalisé par Max Linder, sorti en 1912 .

## Synopsis
Harry Fragson s'invite chez Max pour quelques jours. Au moment des grandes embrassades pour souligner les retrouvailles des deux amis, une femme se présente dans leurs appartements. Elle répond à une annonce posée récemment  par Max qui cherche une bonne. Les deux hommes tombent aussitôt sous le charme. Chacun cherche à la séduire en aparté. Mais les deux amis découvrent chacun les desseins de l'autre. Une dispute s'ensuit et enfin un duel au pistolet. Mais le duel tourne à la mascarade. Les deux amis en sortent indemnes. La soi-disant servante n'est autre qu'une riche héritière qui ne voulait pas être épousée pour ses millions. Elle avait demandé aux témoins de décharger les armes. Cependant la jeune femme avait déjà porté son dévolu sur Max. Harry reconnaît sa défaite et ils font tous les trois une danse endiablée.

## Fiche technique
- Titre : Entente cordiale
- Autre titre : Max et l'entente cordiale[2]
- Titre en anglais : Cordial Agreement
- Réalisation : Max Linder
- Scénario : Max Linder
- Photographie :
- Pays d'origine :  France
- Langue : Français
- Métrage : 380 m
- Format : Muet - Noir et blanc - 1,33:1 - 35 mm
- Genre : Comédie
- Durée : 17 minutes
- Date de sortie : 22 septembre 1912

## Distribution
- Max Linder
- Jane Renouardt
- Harry Fragson
- Stacia Napierkowska